# Erioptera parviclava
Erioptera parviclava är en tvåvingeart som beskrevs av Alexander 1974. Erioptera parviclava ingår i släktet Erioptera och familjen småharkrankar.
Artens utbredningsområde är Nigeria. Inga underarter finns listade i Catalogue of Life.